# スタールイ・オスコル市電
スタールイ・オスコル市電（ロシア語: Старооскольский трамвай）は、ロシア連邦（旧：ソビエト連邦）のスタールイ・オスコルを走るライトレール（路面電車）である。

## 概要
ロシア連邦の鉱業都市であるスタールイ・オスコルの電化路線。1976年から計画が始まり、1981年1月5日に営業運転を開始した。他都市の路面電車と同じ車両限界を有する一方、路線は通常の鉄道路線と同様の専用軌道であるライトレール（Скоростной трамвай）として建設されている。スタールイ・オスコル市（49 %）とオスコル電気冶金コンビナート（ОЭМК）からの出資によって運営されており、開業当初は同社工場の従業員輸送が主な需要であったが、それらはバスに移行しており、2020年現在は沿線住民が主要な利用客となっている。2019年までの総利用者数は2億6,500万人以上にも及ぶ。
2020年現在、以下の3系統が運行している。そのうち2号線は1号線の区間運転にあたる他、3号線は他系統と分離した運用となっている。また2018年7月10日からは車内で健康診断や医療に関する相談が可能な「健康路面電車（Трамвай здоровья）」が特定日に運行している。
| 系統番号 | 起点             | 終点 | 備考・参考 |
| -------- | ---------------- | ---- | ---------- |
| 1        | Городское кольцо | ОЭМК |            |
| 2        | Городское кольцо | БСИ  |            |
| 3        | Городское кольцо | УСТ  |            |

## 車両
2020年現在、スタールイ・オスコル市電で運行している電車（路面電車車両）の形式は以下の通り。大半の車両はソ連時代に導入されたKTM-5M3（71-605）だが、2001年以降一部車両がロシア連邦やベラルーシ製の新型車両へ置き換えられている。
- KTM-5M3（71-605）
- 71-619K
- 71-619KT
- KTM-23(71-623-02)（部分超低床電車）
- AKSM-62103（部分超低床電車）[10]

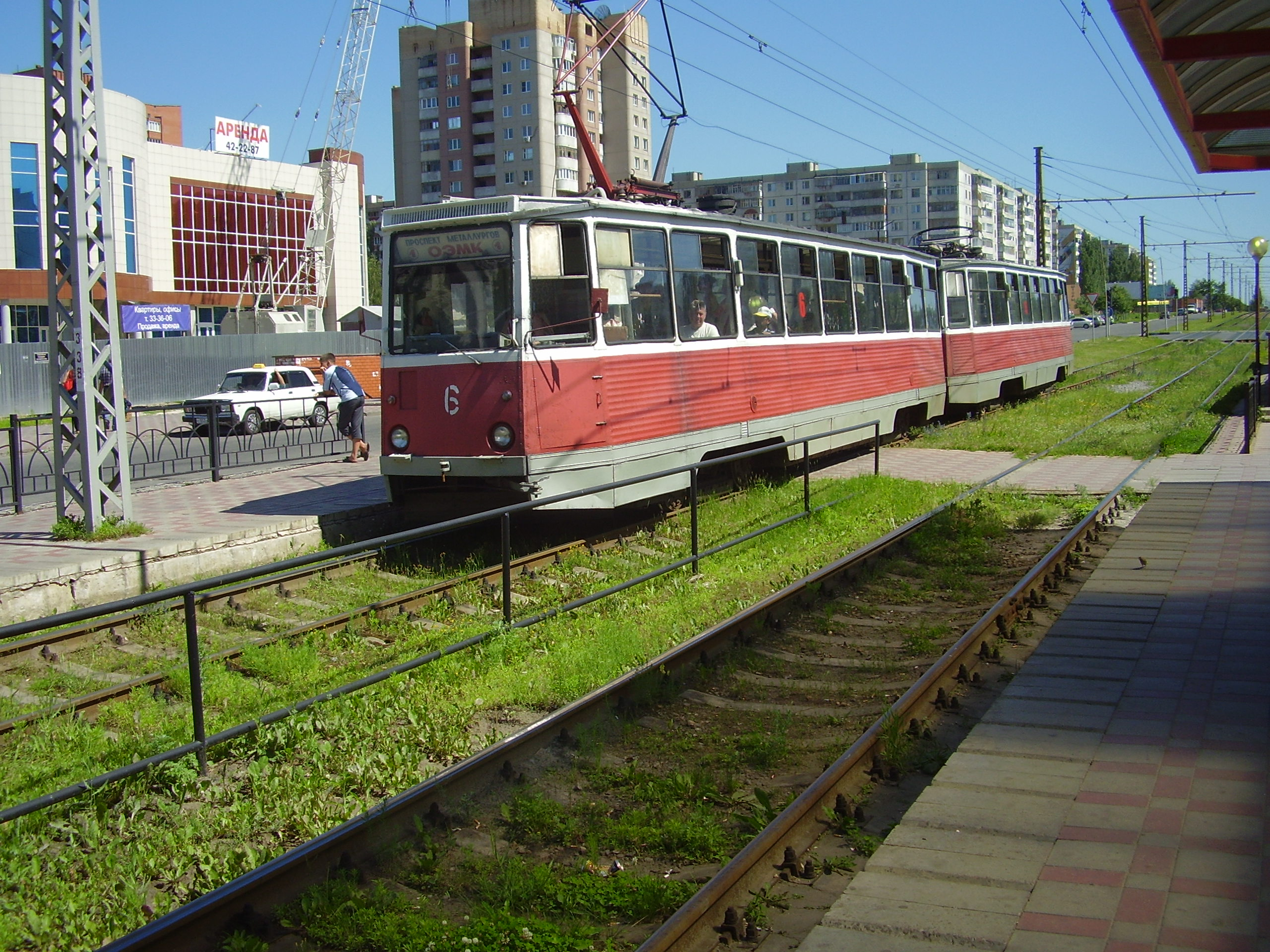
KTM-5（71-605）（2009年撮影）
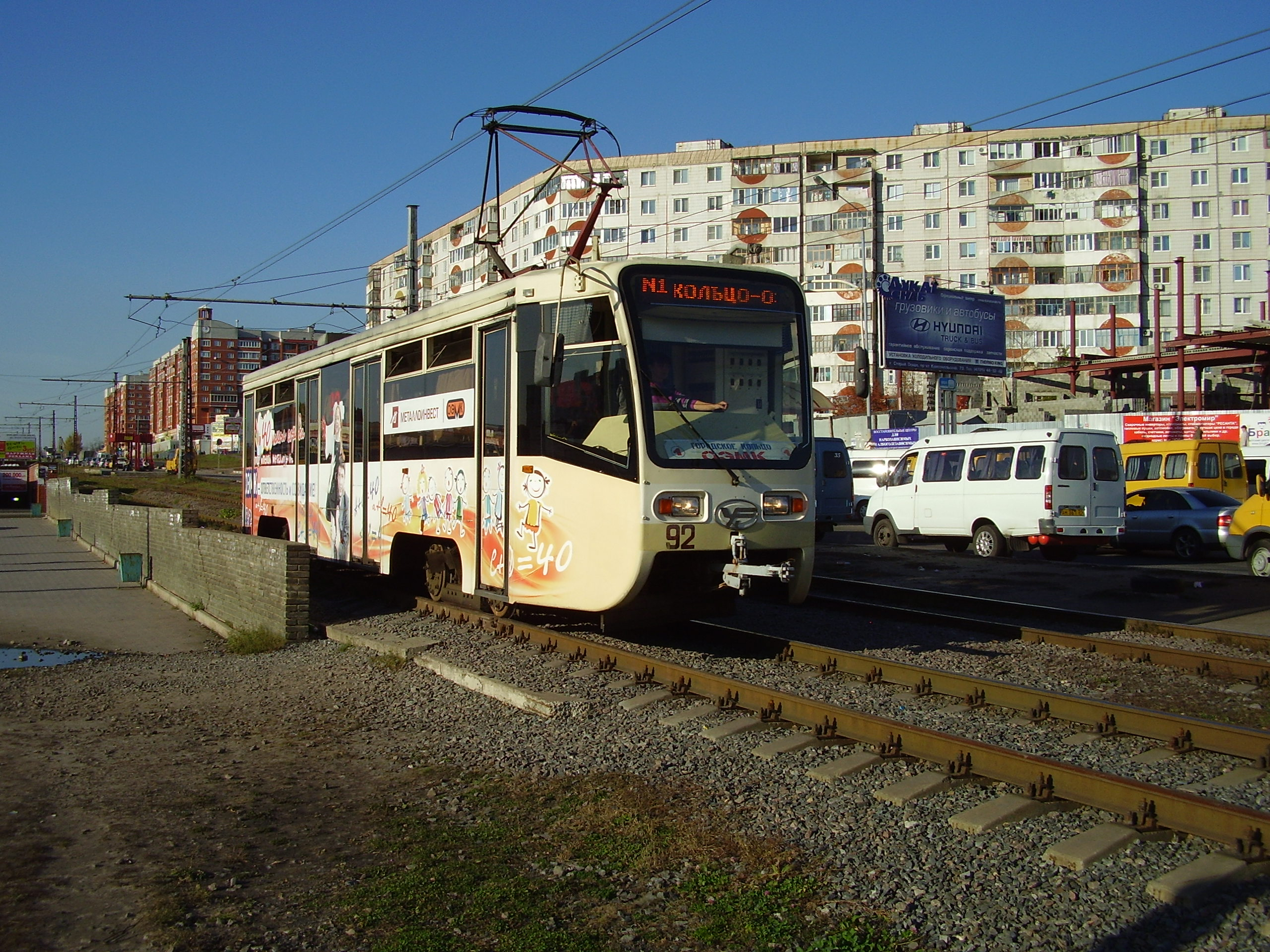
71-619（2012年撮影）
AKSM-62103（2016年撮影）